# Brownea multijuga
Brownea multijuga är en ärtväxtart som beskrevs av Nathaniel Lord Britton och Ellsworth Paine Killip. Brownea multijuga ingår i släktet Brownea och familjen ärtväxter. Inga underarter finns listade i Catalogue of Life.